# معماری اطلاعات
معماری اطلاعات هنر و علم سازماندهی اطلاعات در وب‌سایت‌ها، اینترانت‌ها، نرم‌افزارها، و واسط‌ه‌های کاربر است. معماری اطلاعات، عبارت است از طراحی ساختاری سامانه‌های اشتراک اطلاعات، که با هدف ارتقای یافت‌پذیری و کاربردپذیری انجام می‌شود. معماران اطلاعات، چارچوبی برای چیدمان اطلاعات تعریف می‌کنند تا کاربر به سرعت و سهولت به اطلاعات مورد نظر خود دست یابد.

## معماری اطلاعات و کتابداری و اطلاع‌رسانی
عصر حاضر در مقایسه با اعصار گذشته دیگر به دلیل ابداعات و اختراعات گوناگون با سرعتی وصف ناپذیر به سمت کشف مجهولات حرکت می‌کند و اگر انسان گذشته یک اختراع و اکتشاف را طی نسل‌های متمادی با خود همراه می‌دید، انسان امروزی چندین و چند اختراع و نوآوری را در عصر خود تجربه می‌کند. به دلیل همین حقایق انکار ناپذیر است که امروزه دانشمندان علوم مختلف عصر حاضر را "عصر انفجار اطلاعات" نامیده‌اند.
امروزه مقوله «اطلاعات» نقش اساسی و بنیادین را در عصر ما بر عهده دارد. هیچ سازمان، نهاد، جامعه و ... یافت نمی‌شود که حتی در جزیی‌ترین امور خود از دسترسی به اطلاعات بی‌بهره باشد. انتظارات و نیازهای کاربران با توجه به میزان دسترسی آن‌ها به اطلاعات به‌طور اساسی تغییر یافته و این خود سبب قطع ارتباط میان چگونگی استفاده کاربران از وب‌سایت‌های کتابخانه‌ای و چگونگی طراحی آن‌ها شده‌ است. در این میان نقش معماری اطلاعات به عنوان وسیله‌ای جهت برنامه‌ریزی، سازماندهی و توسعه کاربرد فناوری اطلاعات بسیار برجسته است.

## تعریف معماری
هر جا که نیاز به طراحی موجودیت یا سیستمی باشد که ابعاد یا پیچیدگی آن از یک واحد معین فراتر رفته ، یا نیازمندی های خاصی را تحمیل نماید ، نگرشی ویژه و همه جانبه را لازم خواهد داشت که در اصطلاح به آن معماری گفته می‌شود . معماری ترکیبی است از علم، هنر، تجربه که در رشته‌هایی نظیر ساختمان دارای قدمتی چند هزار ساله است . و همچنین معماری یعنی ارائه توصیفی فنی از یک سیستم که نشان دهنده ساختار اجزای آن، ارتباط بین آن‌ها و اصول و قواعد حاکم بر طراحی و تکامل آن‌ها در گذر زمان باشد . در فرهنگ معماری اطلاعات، یافت‌پذیری ( Findability) شاخصه‌ای است که قابلیت یافتن یک موضوع یا شی خاص را بیان می‌کند .به عبارت دیگر یافت‌پذیری، کیفیتی است که قابلیت یافته شدن و مکان یابی را نشان می‌دهد .هرگاه جستجو و یافتن یک چیز آسان باشد گویند که یافت‌پذیر است .

## تاریخچه
اصطلاح معماری اطلاعات برای نخستین بار در سال ۱۹۷۵ توسط Richrd soul war man مطرح گردید . وی در رشته مهندسی معماری تحصیل کرده بود اما به موضوع چگونگی گردآوری اطلاعات و سازماندهی و نمایش صورت‌های مختلف آن علاقه‌مند شد . تعریفی که او از معماری اطلاعات ارائه داده چنین بود: «سازماندهی الگوها در قالب داده‌ها و ارائه این دادها به صورتی واضح و در عین حال پیچیده». این اصطلاح در سال ۱۹۹۶ توسط دو نفر از محققان علوم کتابداری و اطلاع‌رسانی به نام‌های Peter Morvile و Lous Rosenfeld مدیران شرکت Argus Associate که در دانشکده کتابداری و اطلاع‌رسانی دانشگاه میشیگان تدریس می‌کردند، مجدداً مطرح گردید. در همین سال (۱۹۹۶) قانونی در کنگره آمریکا به تصویب رسید که به قانون «کلینگر کوهن» معروف شد . مطابق این قانون، همه وزارتخانه‌ها و سازمان‌های فدرال آمریکا ملزم شدند معماری IT خود را تنظیم نمایند. مسئولیت تدوین، اصلاح و اجرای معماری IT یکپارچه در هر سازمان مطابق این قانون بر عهده مدیران ارشد اطلاعاتی (CIO) آن سازمان قرار گرفت. قانون کلینگر کوهن معماری اطلاعات را چنین تعریف می‌کرد:«یک چارچوب یکپارچه برای ارتقاء یا نگهداری فناوری موجود و کسب فناوری اطلاعاتی جدید برای نیل به اهداف راهبردی سازمان و مدیریت منابع آن.»
به دنبال تصویب قانون کلینگر کوهن ، که مهمترین سند قانونی در مورد الزام تنظیم معماری اطلاعاتی در سازمان‌های دولتی آمریکا است، سازمان مدیریت و بودجه ریزی آمریکا ( OMB) نیز رهنمودی که در سال ۱۹۶۶ منتشر ساخت، بر لزوم هماهنگی طرح‌ها و هزینه‌های انجام شده توسط موسسات فدرال آمریکا، از جمله وزارتخانه‌ها، سازمان‌ها، نیروهای نظامی و دانشگاه‌هایی که از بودجه دولتی استفاده می‌کنند، پروژه‌هایی را برای تنظیم و تدوین معماری اطلاعاتی خود به انجام رسانده‌اند.

## مفهوم معماری اطلاعات
اصطلاح معماری اطلاعات در سالهای اخیر به عنوان واژه‌ای تازه در طراحی نظام‌های اطلاعاتی و طراحی وب راه یافته اما هنوز هم متخصصین در ارائه تعریفی واحد از آن شک دارند . Martin White معماری اطلاعات را همچون اطلاع‌رسانی مجموعه‌ای از ابزارها و روش‌ها می‌داند که توسط متخصصین در مقیاسی وسیع برای حل مشکلات مدیریت اطلاعات استفاده می‌شود . Iain Barker در تعریف معماری اطلاعات می‌گوید:«معماری اطلاعات اصطلاحی است جهت توصیف ساختار یک سیستم ، یعنی شیوه‌ای که در آن اطلاعات سازماندهی، کدگذاری و منتقل می‌شوند.» D.Grant Campell در تشریح این اصطلاح می‌گوید:«معماری اطلاعات شباهت کمی با موضوعات دارای رویکرد ذهنی دارد و بیشتر شبیه به رویکردهای فلسفی مثل پدیده‌شناسی و ساختار گرایی است.» قانون کلینگر کوهن تصریح می‌دارد که معماری اطلاعات یک چارچوب یکپارچه برای ارتقاء یا نگهداری فناوری موجود و کسب فناوری اطلاعاتی جدید برای نیل به اهداف راهبردی سازمان و مدیریت منابع آن فراهم می‌نماید. هر تعریفی که از معماری اطلاعات ارائه کنیم، باید بپذیریم که رویکرد معماری در برنامه‌ریزی و توسعه فناوری اطلاعات در یک سازمان، نهاد یا دولت نقشی اساسی دارد. می‌توان چنین گفت که معماری اطلاعات قادر است با سازماندهی اصولی اطلاعات به کاربران اجازه شناخت، جستجو و استفاده از اطلاعات را بدهد.
امروزه لفظ معماری اطلاعات اغلب به امر سازماندهی اطلاعات در تار جهانگستر ( www ) اطلاق می‌شود. Gillian Davis خاطر نشان می‌سازد که علی‌رغم اینکه Marville و Rosenfeld هر دو کتابدار بودند، اما هیچگاه به این موضوع نیندیشیدند که کتابداران می‌توانند بهترین قشر در امر معماری اطلاعات باشند. می‌توان به نوعی چنین ادعا نمود که پیش داشته‌ها و آموزش‌های ارائه شده در دوره کارشناسی کتابداری نیست که شما را برای انجام کار آماده می‌سازد، بلکه آنچه سبب پیشرفتتان در این حرفه می‌گردد، نوع رویکرد و نگرش شما، تواناییتان جهت ابداع و نوآوری و علاقه شما جهت استفاده از مهارت‌هایتان در مسیرهای جدید است. کتابداران دارای دیدی وسیع دریافته‌اند که قادرند مهارتها و تخصص‌هایشان را در زمینه‌های جدیدی که با دسترسی به منابع اطلاعاتی چاپی کاملاً متفاوت است، بکار برند. با چنین نگرشی کتابداری به رشته‌ای تبدیل می‌گردد که در پی کسب مهارت در زمینه معماری اطلاعات خواهد بود.
امروزه اغلب مهارت‌های معماری اطلاعات نیازمند مهارت بالای تکنولوژی است و کتابدارانی که از مدارس و دانشکده‌های جدید کتابداری و اطلاع‌رسانی فارغ‌التحصیل می‌گردند بایستی توانایی بالایی در کار با اینترنت، طراحی پایگاه‌های اطلاعاتی و HTML داشته باشند.

## اصول راهبردی معماری اطلاعات
۱.بهینه‌سازی بودجه سازمانی از طریق برنامه‌ریزی و هماهنگی منابع مدیریت اطلاعات بین برنامه‌ها، بخش‌ها و ادارات مختلف. 
۲.تسهیل تصمیم‌گیری مناسب از طریق تأمین اطلاعات کارآمد. 
۳.پاسخگویی سریع به نیازهای اطلاعاتی از طریق سازماندهی پایگاه‌ها و سیستم‌های اطلاعاتی با هدف تأمین حداکثر دسترسی، تغییر و ارائه گزارش.
۴.حل مسائل سازمانی با راه حل‌های سازمانی از طریق به حداقل رساندن افزونگی و دوباره کاری‌های اطلاعاتی.
۵.بهینه‌سازی سرمایه‌گذاری سازمانی در IT از طریق تدوین برنامه‌ها و معماری جامع فناوری اطلاعات.
۶.مدیریت صحیح و کارآمد پروژه‌های فناوری اطلاعات.
۷.پاسخگویی به شرایط در حال تغییر.
امروزه برای ایجاد معماری اطلاعات مؤثر از مدیران و طراحان اینترنت، مدیران و طراحان وب سایت، طراحان رسانه‌های تصویری، برنامه نویسان، کتابداران و اطلا‌ع‌رسانان، محققان فنی و سایر افرادی که به نوعی در طراحی سیستم‌های اطلاعاتی نقش دارند، استفاده می‌کنند.